# Парк 70-летия Победы
Парк 70-летия Победы — парк на юго-западе Москвы, расположенный на территории муниципального округа Черёмушки. Площадь парка — 13,4 га.

## История
До парка территорию между проектируемым проездом № 3843 и улицей Матушкина занимал пустырь, который был образован после увода русла Котловки в трубу. После предложений со стороны ветеранов и местных жителей сделать территорию прогулочной, 7 мая 2015 года парк был заложен лично мэром города. По первоначальному проекту парка его размеры должны были составлять 7,5 га, однако впоследствии она была увеличена до 13,4 га за счёт неиспользуемых территорий поблизости. В сентябре того же года парк 70-летия Победы был открыт ко дню города.

## Описание
За время строительства территория значительно преобразилась: были проложены и замощены плиткой прогулочные дорожки, установлены фонари, поставлены лавочки и клумбы. Центром зоны отдыха стал огромный амфитеатр с трибунами для проведения культурных мероприятий. Кроме того, в парке были высажены деревья с именными табличками ветеранов и установлены инсталляции, посвященные Великой Отечественной войне.
В 2019 году в рамках программы мэра Москвы «Мой район» в парке открыли пешеходную зону с сухим свето-динамическим фонтаном и площадками для отдыха. Более 60 струй фонтана вечером украшает цветная подсветка. При этом конструкция фонтана устроена таким образом, что к нему можно безопасно подойти и даже пройти между струями. При строительстве достопримечательности были использованы современные и высокотехнологичные антискользящие материалы. Такой фонтан не нуждается в консервации на холодное время года. 
Одной из особенностей парка можно считать необычную песчаную детскую площадку с многоуровневой горкой на холме. По направлению к Перекопской улице также появилась площадка для выгула собак. 